# Cobanus scintillans
Cobanus scintillans är en spindelart som beskrevs av Jocelyn Crane 1943. 
Cobanus scintillans ingår i släktet Cobanus och familjen hoppspindlar. Inga underarter finns listade i Catalogue of Life.